# Loch Lomond
Loch Lomond (gael. Loch Laomainn) – jezioro położone na uskoku tektonicznym Highland Boundary Fault, najrozleglejszy zbiornik słodkowodny na lądzie stałym w Wielkiej Brytanii. Na powierzchni jeziora znajdują się liczne wyspy, m.in. Inchmurrin – największa wyspa, jaka powstała na zbiorniku słodkowodnym na terenie Wysp Brytyjskich. Jezioro jest znanym miejscem wypoczynkowym.

## Geografia

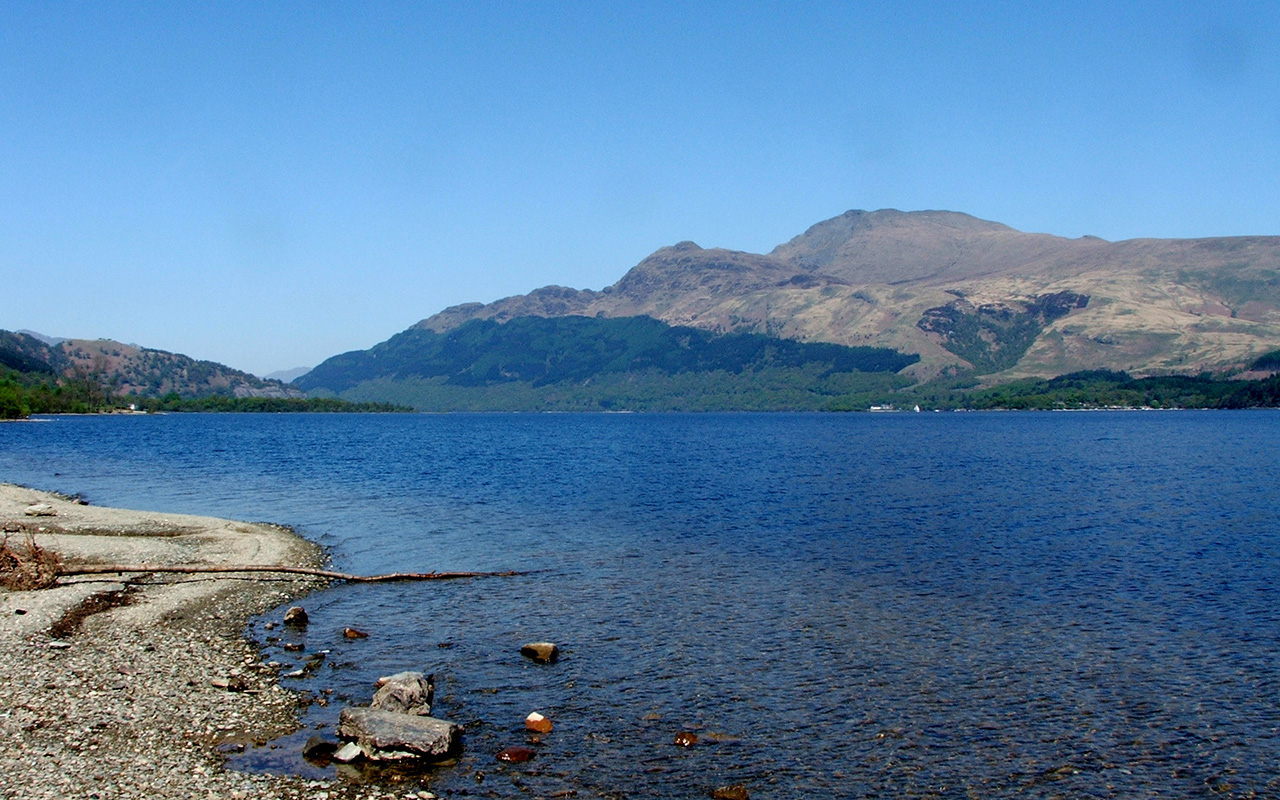
Loch Lomond. W tle szczyt Ben Lomond – widok na północną ścianę

Loch Lomond leży na uskoku Highland Boundary Fault, który rozdziela niziny (Lowlands) w środkowej Szkocji od górzystych Highlands na północy. Długość jeziora wynosi 39 km, natomiast szerokość – od 1,21 km do 8 km. Średnia głębokość zbiornika wynosi 37 m, a maksymalna – 190 m. Pod względem powierzchni (71 km²) Loch Lomond jest największym jeziorem w Wielkiej Brytanii i zajmuje drugie miejsce (po Loch Ness) pod względem objętości wody. Jedynym większym jeziorem na obszarze Zjednoczonego Królestwa jest Lough Neagh, położone w Irlandii Północnej.
Loch Lomond stanowi tradycyjną granicę między hrabstwami Stirlingshire i Dumbartonshire i położone jest na obszarze obecnych jednostek administracyjnych Stirling, Argyll and Bute oraz West Dunbartonshire. Południowy brzeg jeziora znajduje się ok. 23 km na północ od Glasgow, największego miasta Szkocji.
Loch Lomond należy obecnie do parku narodowego Loch Lomond and the Trossachs National Park. Nad wschodnim brzegiem jeziora wznosi się Ben Lomond (974 m n.p.m.), najbardziej wysunięty na południe szczyt Munros – gór w Szkocji przekraczających wysokość 3000 stóp (914,4 m). Nazwa Munros pochodzi od nazwiska szkockiego alpinisty sir Hugh Munro, który jako pierwszy sporządził listę szkockich szczytów o wysokości powyżej 3000 stóp.
W plebiscycie na najpiękniejszy cud natury w Wielkiej Brytanii, przeprowadzonym w 2005 roku przez magazyn Radio Times, Loch Lomond zajęło szóste miejsce.
Główną trasą dojazdową do Loch Lomond jest droga A82 biegnąca wzdłuż zachodniego brzegu jeziora. Przez długi czas droga ta cieszyła się złą sławą wśród kierowców z powodu wąskiej jezdni i zatorów w sezonie turystycznym. W latach 80. i 90. XX wieku trasę zmodernizowano, z wyjątkiem odcinka na północ od wsi Tarbet, który do tej pory nie został wyremontowany.

## Wyspy

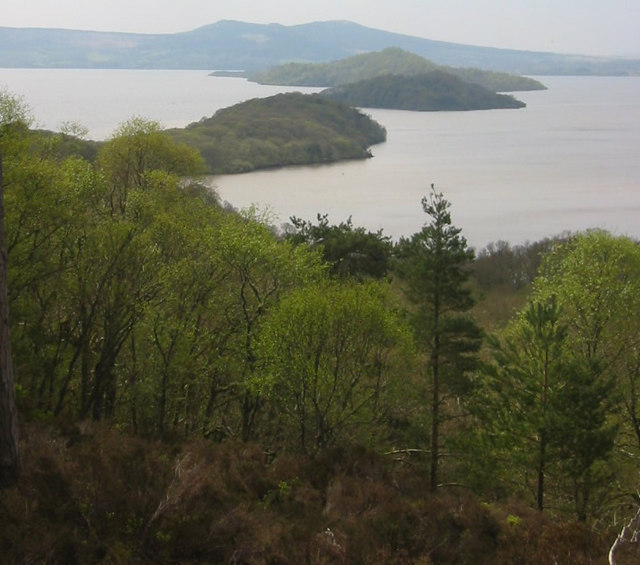
Widok z najwyższego punktu wyspy Inchcailloch na wyspy Torrinch, Creinch i Inchmurrin oraz na szczyt Ben Bowie

Na Loch Lomond znajduje się około 60 wysp, w zależności od poziomu wody w jeziorze. Powierzchnia niektórych wysp jest imponująca. Wśród nich jest Inchmurrin, największa wyspa na zbiorniku słodkowodnym w Wielkiej Brytanii. Tak jak w przypadku jeziora Loch Tay, część wysp stanowią tzw. crannogs – sztuczne wyspy utworzone przez człowieka w czasach prehistorycznych.
Znany angielski podróżnik i pisarz, H.V. Morton, opisał wyspy na Loch Lomond w następujący sposób:
What a large part of Loch Lomond's beauty is due to its islands, those beautiful green tangled islands, that lie like jewels upon its surface.
(Ileż piękna Loch Lomond zawdzięcza swoim wyspom, tym pięknym zielonym wyspom, które pokrywają niczym klejnoty jego powierzchnię.)
Na jednej z wysp, Inchconnachan, żyje gatunek małych kangurów (walabia).

## Turystyka

### Rekreacja
Na południowo-zachodnim brzegu jeziora znajduje się Loch Lomond Golf Club. Odbyło się w nim wiele międzynarodowych wydarzeń sportowych, w tym turniej The Scottish Open. Innym klubem golfowym usytuowanym nad brzegiem jeziora jest The Carrick, który leży w sąsiedztwie Loch Lomond Golf Club.
Wzdłuż wschodniego brzegu jeziora ciągnie się znany szlak turystyczny w Szkocji, The West Highland Way. Natomiast wzdłuż zachodniego brzegu, od stacji kolejowej Arrochar and Tarbet, znajdującej się na górnym krańcu jeziora, do stacji kolejowej Balloch na południowym krańcu, biegnie ścieżka rowerowa West Loch Lomond Cycle Path, której łączna długość wynosi 28 km.
W 2002 roku na południowym wybrzeżu jeziora utworzono wielki kompleks handlowy Loch Lomond Shores. Na miejsce można dojechać samochodem, zjeżdżając z drogi A82 w miejscowości Balloch. To ogromne centrum posiada liczne sklepy, restauracje i galerie sztuki. W imponującej budowli Dumkinnon Tower, przypominającej starożytny fort, mieści się akwarium. W centrum znajduje się duży wybór restauracji i kawiarni, z których rozpościera się widok na Loch Lomond oraz na pobliski Ben Lomond. Oprócz dużej ilości wydarzeń, reklamowanych na stronie centrum Loch Lomond Shores, co drugą niedzielę odbywa się tu targ rolniczy (Farmers Market), który cieszy się niezmienną popularnością.

### Żegluga i sporty wodne

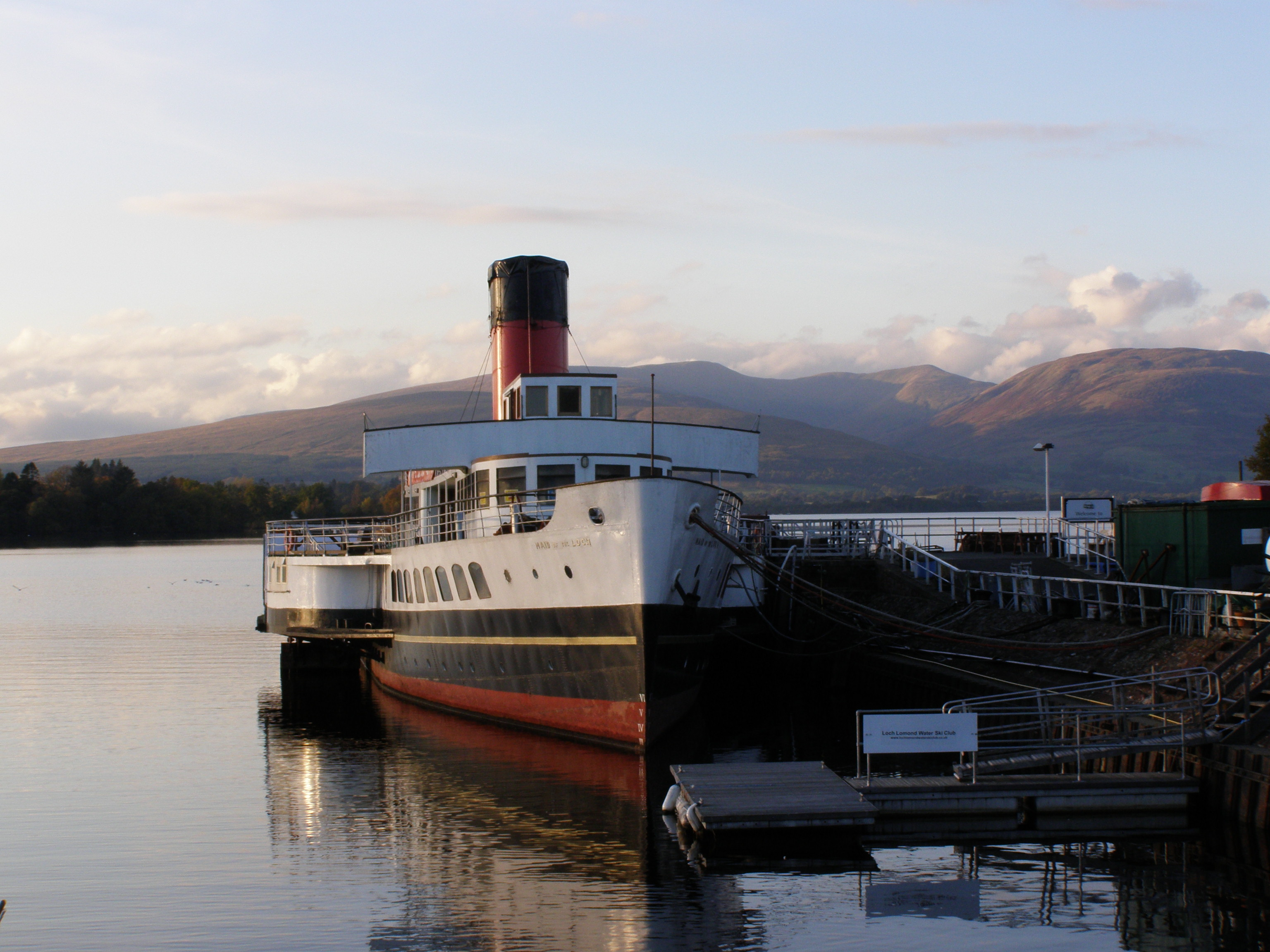
Maid of the Loch

Loch Lomond jest jednym z głównych centrów żeglugi i sportów wodnych w Szkocji. To, oraz malowniczy krajobraz  przyciąga turystów z całej Szkocji, jak i z innych krajów. Na jeziorze można używać każdego rodzaju sprzętu wodnego, takiego jak: kajaki, kanadyjki, deski surfingowe, skutery wodne, motorówki oraz statki wycieczkowe. Służby ratownicze Loch Lomond Rescue Boat pilnują bezpieczeństwa na jeziorze 24 godziny na dobę.
Władze Loch Lomond and the Trossachs National Park od lat usiłują osiągnąć równowagę między turystami zwiedzającymi park a użytkownikami jeziora. Wprowadzono ograniczenia prędkości do 10 km/h na obszarach przyrodniczo wrażliwych, jednakże maksymalna prędkość na pozostałej części jeziora wynosi 90 km/h.
Turyści mogą też wybrać się na rejsy wycieczkowe z miasteczka Balloch, oferowane przez firmę Sweeney's Cruises.
Maid of The Loch (Panna Jeziora) jest ostatnim statkiem o napędzie parowo-kołowym powstałym w Wielkiej Brytanii. Zbudowany w 1953 r. na rzece Clyde, statek kursował po Loch Lomond przez 29 lat. Obecnie znajduje się w trakcie renowacji w przystani Balloch, pod opieką Spółki Statków Parowych Loch Lomond (Loch Lomond Steamship Company), organizacji charytatywnej, wspieranej przez Radę Okręgu Dumbarton.

## Obecność w kulturze

### Piosenka
Jezioro stanowi centralny motyw popularnej piosenki zatytułowanej The Bonnie Banks O' Loch Lomond (lub po prostu Loch Lomond), która po raz pierwszy została opublikowana około 1841 roku. Na przestrzeni lat utwór był nagrywany przez wielu artystów, m.in. przez grupę Mudmen czy polski zespół Just 5. Zespoły takie jak Runrig i Quadriga Consort wykonywały Loch Lomond na każdym swoim koncercie jako piosenkę finałową. Chociaż jej prawdziwy autor pozostaje nieznany, wielu uważa, że mógł nim być szkocki żołnierz, który dostawszy się do niewoli wroga, oczekiwał wykonania wyroku śmierci. W swoim ostatnim liście do rodziny zawarł tę właśnie piosenkę – wspomina w niej swoje rodzinne strony i wyraża ogromną tęsknotę za domem.
Inna legenda głosi, że Loch Lomond została napisana podczas drugiego powstania jakobickiego, a jej twórcą był jeden ze szkockich żołnierzy wycofujących się z Anglii w latach 1745-46. Jeden z wersów piosenki (Oh, ye'll tak' the high road, and I'll tak' the low road) nawiązuje do celtyckich wierzeń, zgodnie z którymi dusza człowieka, który zmarł z dala od swojej ojczyzny, zostanie do niej ponownie sprowadzona przez dobre duchy doliną (tzw. low road).
Rozgłośnia radiowa National Public Radio wspomina dodatkowo w jednej ze swoich audycji, iż podczas procesów schwytanych powstańców, ich rodziny przybywały do Londynu pieszo. Rebelianci zostali straceni.

### Inne
- Szkocka whisky marki „Loch Lomond” to ulubiony napój psa Milusia i kapitana Baryłki, bohaterów słynnej serii komiksowej pt. Przygody Tintina. Podczas gdy komiks opisuje postacie i wydarzenia całkowicie zmyślone, destylarnia Loch Lomond istnieje naprawdę. Smak whisky „Loch Lomond” docenił też inny bohater komiksów, dr Sydney Krukowski z Dykes to Watch Out For.
- Luss, miasteczko znajdujące się na zachodnim brzegu Loch Lomond, posłużyło jako plan zdjęciowy dla szkockiej opery mydlanej Take the High Road. Na potrzeby serialu miasteczko otrzymało fikcyjną nazwę Glendarroch, a samo jezioro – Loch Darroch.
- Luss wraz z pobliskimi wysepkami stało się również miejscem akcji pierwszej powieści E.J. Oxenham, opublikowanej w 1907 roku Goblin Island (Wyspy Goblinów). W książce Oxenham miasteczko funkcjonowało pod nazwą Lios.
- Loch Lomond jest wymienione na początku piosenki Almost Like Being In Love. Utwór pochodzi z musicalu pt. Brigadoon autorstwa Alana Jaya Lernera i Fredericka Loewe.
- Wersja Loch Lomond w wykonaniu grupy The Borderers uchodzi za niezwykle popularną wśród australijskich fanów muzyki celtyckiej i folkowej.
- Loch Lomond pojawiło się też w słuchowisku radiowym pt. The Goon Show. W odcinku zatytułowanym The Treasure in the Lake (Skarb w jeziorze) Grytpype-Thynne i Moriarty namawiają Neddy’ego Seagoona, aby wypił całą wodę z jeziora. W taki oto sposób planują dostać się do skarbu z hiszpańskiego galeonu, który rzekomo spoczywa na dnie Loch Lomond.